# Valja Stýblová
Valja Stýblová (4. června 1922 Charbin, Čína – 12. listopadu 2020) byla česká spisovatelka, lékařka, bývalá československá politička za Komunistickou stranu Československa a poslankyně Sněmovny lidu Federálního shromáždění za normalizace.

## Život
Narodila se v rodině legionáře, poměrně brzy se dostala do Prahy, kde absolvovala gymnázium. Poté vystudovala medicínu (1950), roku 1965 se stala docentkou a roku 1977 profesorkou neurologie. V roce 1973 byla jmenována vedoucí katedry neurologie a psychiatrie Lékařské fakulty hygienické Univerzity Karlovy, po roce byla jmenována přednostkou Neurologické kliniky LFH UK a FNKV, kde pracovala od promoce až do důchodu roku 1990.
Ve volbách roku 1981 zasedla za KSČ do Sněmovny lidu (volební obvod č. 31 – Rakovník, Středočeský kraj). Mandát obhájila ve volbách roku 1986 (obvod Praha 6 – severovýchod). Ve Federálním shromáždění setrvala do konce funkčního období, tedy do svobodných voleb roku 1990; netýkal se jí proces kooptací do Federálního shromáždění po Sametové revoluci.
Léta 2007 obdržela Medaili Josefa Hlávky a v roce 2012 Cenu Josefa Hlávky.

## Dílo
Její dílo je ovlivněno její profesí lékařky.

### Beletrie
- Mne soudila noc, 1948, vydáno až 1957 – objevuje se zde otázka práva na interrupci
- Dům u nemocnice, 1959
- Moje velká víra, 1960 – o dramatickém odhalení přírodního léčitele
- Dopis Kláře, 1963
- Až bude padat hvězda, 1966; zfilmováno: Až bude padat hvězda, 1976 (režie Věra Jordánová; v hlavní roli Taťjana Medvecká)[6]
- Nenávidím a miluji, 1969
- Můj brácha, 1973
- Rychlík z Norimberka 1975 (obsažen v druhé části antologie Píseň o rodné zemi). Novela v roce 1978 zfilmována jako Sólo pro starou dámu (scénář a režie Václav Matějka; v hlavní roli Jiřina Šejbalová)[7] Také jako rozhlasová četba, jež však mohla být uvedena až po roce 1990.[8]
- Na konci aleje, 1979 – z domova důchodců
- Skalpel, prosím, 1981, zfilmováno: Skalpel, prosím; 1985 (režie Jiří Svoboda; v hlavní roli Miroslav Macháček). Zpověď neurochirurga, který bilancuje nejen svůj profesionální, ale i soukromý život na pozadí zdánlivě neoperovatelného případu
- Nevěra, 1984
- Princ a Skřivánek, 1984
- Zlaté rybky, 1988
- Benjamin, 1992
- Eli, Oli, Al a pes Hanibal, 1995
- Most přes řeku Léthé, 1997
- Most sebevrahů, 1999
- Most aeskulapů, 2001
- Ondinino prokletí, 2003
- Lužanská mše – Vita brevis, 2005, 2007 s dalšími ilustracemi
- Lužanská mše – Ars longa, 2006
- Lužanská mše – musis amicus, 2009
- Mecenáš v obnošené vestě, 2012 – čtvrtý a poslední díl životopisného románu o Josefu Hlávkovi
- Františka, 2022 (posmrtně) – novela s eponymní hrdinkou, desetiletou leukemičkou, která se v nemocnici sblíží s vrstevníkem Frederikem, spinálním pacientem. Jde o prvou část nedokončeného opusu se zamýšleným názvem Sedmý závoj; kniha obsahuje čtyři další příběhy[9]

### Překlady
Knihy Valji Stýblové byly přeloženy do angličtiny, běloruštiny, bulharštiny, estonštiny, francouzštiny, litevštiny, lotyštiny, maďarštiny, němčiny, polštiny, ruštiny, slovenštiny, slovinštiny a španělštiny:
- Mne soudila noc
  - Noc była moim sędzią (do polštiny přeložila Jadwiga Bułakowska, 1959)
  - The abortionists (do angličtiny přeložila Edith Pargeter, 1961, 1963 a 1966)
- Dům u nemocnice, 1959
  - Im Haus an der Klinik (do němčiny přeložila Lucia Heine, ilustrace V. Matthäuer-Neustäd, 1961)
  - Dziewczęta z internatu (do polštiny přeložila Jadwiga Bułakowska, ilustrace Andrzej Jurkiewicz, 1961)
  - Dom pri nemocnici (do slovenštiny přeložil Dominik Štubňa-Zámostský, 1962)
  - Hiša od bolnišnici (do slovinštiny přeložila Zdenka Jermanova, 1964)
  - Maja pie slimnīcas (in: Lielā dzīve, do lotyštiny překlad Laima Rumniece, 1989)
- Až bude padat hvězda
  - Keď bude padať hviezda (do slovenštiny přeložili Dominik Štubňa-Zámostský a Bohuslav Kompiš, Il. Katarína Schillerová)
- Můj brácha
  - Moj braščik (do běloruštiny přeložil Pavel Marcinovič, 1977)
  - Auf Kim ist Verlass (do němčiny přel. Karin Alpers, 1984)
  - Moj bratiška; Dom vozle bol’nicy : Povesti (Můj brácha a Dům u nemocnice, do ruštiny přeložila T. Mironova a N. Zimjanina, 1986)
- Skalpel, prosím
  - Skal'pel', požalujsta (sborník Čechoslovackaja povest', do ruštiny přeložil E. El'kind, 1984)
  - Scalpel, please (do angličtiny přeložil John Newton, 1985)
  - Kérem a szikét! (do maďarštiny přeložila Bertha Mária, 1985)
  - Un coup de bistouri (do francouzštiny přeložil Karel Zich, 1986)
  - El bisturí (do španělštiny přeložil Enrique Roldán, 1986)
  - Skalpell, bitte (do němčiny přeložil Gustav Just)
  - Skalpel, molja: Roman (do bulharštiny přel. Vasil Samokovliеv, 1988)
  - Duokite skalpelį (do litevštiny přeložila Elena Juškevičienė, Vytautas Visockas; Virginija Mickienė, 1988)
  - Skalpell, palun (do estonštiny přelоžil Leo Metsar, 1989)
- Princ a Skřivánek
  - Princ a Škovránok (přeložila Darina Šimečková; Il. Zlatica Hlaváčková, 1990)